# 二甲基二硝酸锡
二甲基二硝酸锡是一种金属有机化合物，化学式为(CH3)2Sn(NO3)2。

## 制备
二甲基二硝酸锡可由四甲基锡和四氧化二氮反应得到，或由二甲基二氯化锡和硝酸银反应来制备：
(CH3)2SnCl2 + 2AgNO3 → (CH3)2Sn(NO3)2+ 2 AgCl↓
四甲基锡和过量硝酸亚汞的反应也能得到二甲基二硝酸锡，其它产物还有甲基硝酸汞和金属汞。

## 性质
二甲基二硝酸锡在水中或DMSO中可以解离为溶剂合阳离子及硝酸根阴离子。它在加热时放出二氧化氮并发生爆炸。